# Srebrenik (kommun)
Kommunen Srebrenik (bosniska: Grad Srebrenik, kyrillisk skrift: Град Сребреник) är en kommun i kantonen Tuzla i nordöstra Bosnien och Hercegovina. Kommunen hade 39 678 invånare vid folkräkningen år 2013, på en yta av 247,94 km².
Av kommunens befolkning är 90,61 % bosniaker, 4,96 % kroater, 1,22 % bosnier, 0,99 % serber och 0,87 % muslimer (2013).